# Touba Saloum
 (octobre 2013).
Touba Saloum est un village du Sénégal, situé dans le département de Nioro du Rip et la région de Kaolack.
Créé vers 1943 par un guide religieux du nom de Cheikh Mouhamad Bassirou Seck fils de Seydina Aliou Seck. Le village de Touba Saloum est habité par des Mourides qui célèbrent chaque année le jour du 26 février. Un village d'éducation et de connaissance est devenu le plus grand village de la commune de Darou Salam. Touba Saloum est de son vrai nom Touba Darou Khoudou Saloum comme son nom l'indique, un village à Saloum qui aspire à la ville sainte de Touba, principale ville des Mourides.